# Zhang Yong
Zhang Yong (5 de novembro de 1974) é um halterofilista chinês.
Durante o Campeonato Asiático de 1997, em Yangzhou, Zhang Yong estabeleceu um recorde mundial no arremesso — 214 kg, na categoria até 83 kg. Este recorde não foi superado por causa da reestruração das classes de peso que a Federação Internacional de Halterofilismo fez em 1998.
Ele participou do Campeonato Mundial de 1997, na categoria até 83 kg. Na prova do arranque, ele não conseguiu resultado; entretanto, no arremesso, ele levantou 207,5 kg e ficou com o ouro nessa prova.
Durante a Copa Mndial Universitária de 1998, em 25 de abril, Zhang Yong definiu outro recorde mundial no arremesso — 218 kg —, agora na categoria até 85 kg.
No Campeonato Mundial desse mesmo ano, novamente ele não concluiu a prova. Embora tenha levantado 150 kg no arranque, dessa vez não conseguiu resultado no arremesso.
Quadro de resultados

| Ano  | Posição | Competição                              | Classe de peso | Marca                                                          |
| 1997 | 1.      | Campeonato Asiático em Yangzhou         | –83 kg         | 377,5 kg (165+212,5)                                           |
| 1997 |         | Campeonato Mundial em Chiang Mai        | –83 kg         | Sem marca no total (medalha de ouro no arremesso com 207,5 kg) |
| 1998 | 1.      | Copa Mundial Universitária em Ramat Gan | –85 kg         | 387,5 kg (170+218) *                                           |
| 1998 |         | Campeonato Mundial em Lahti             | –85 kg         | Sem marca no total (16º no arranque com 150 kg)                |
| 1998 |         | Jogos Asiáticos em Bangkok              | –85 kg         | Sem marca no total (medalha de bronze no arremesso com 200 kg) |

* Levantou exatamente 388 kg; mas o peso no total combinado era padronizado para intervalos de 2,5 kg.